# Schleswig-Holsteinische Marschen und Nordseeinseln

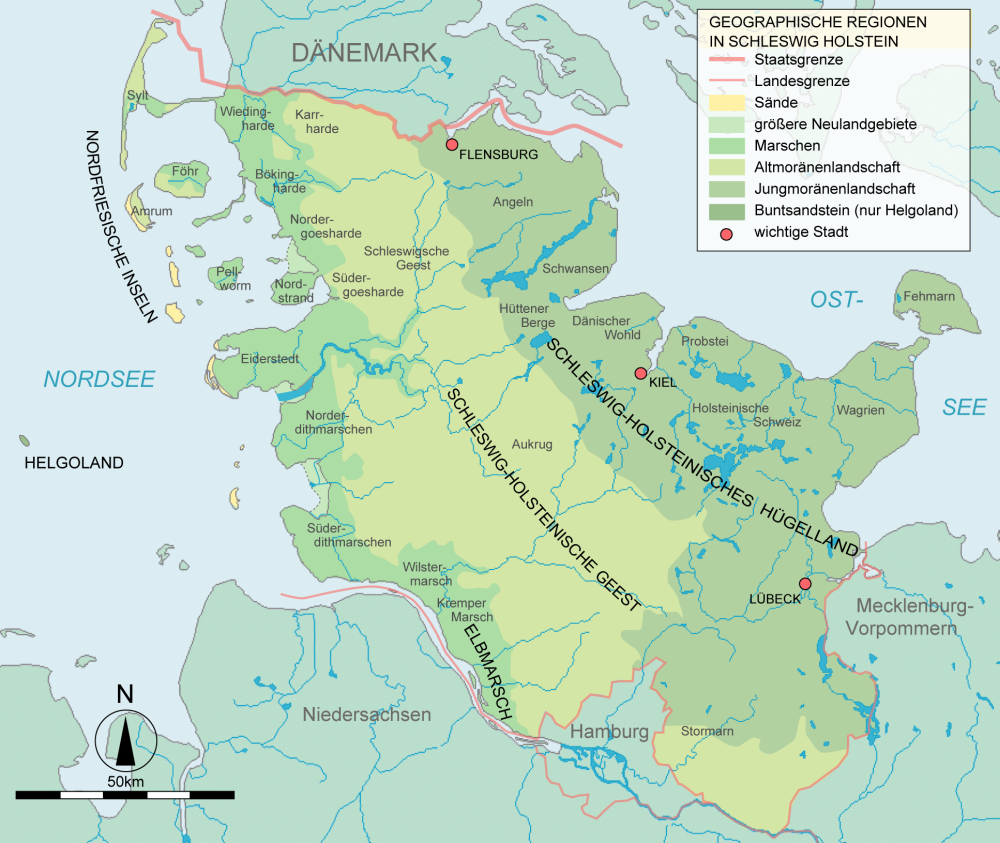
Naturräume in Schleswig-Holstein

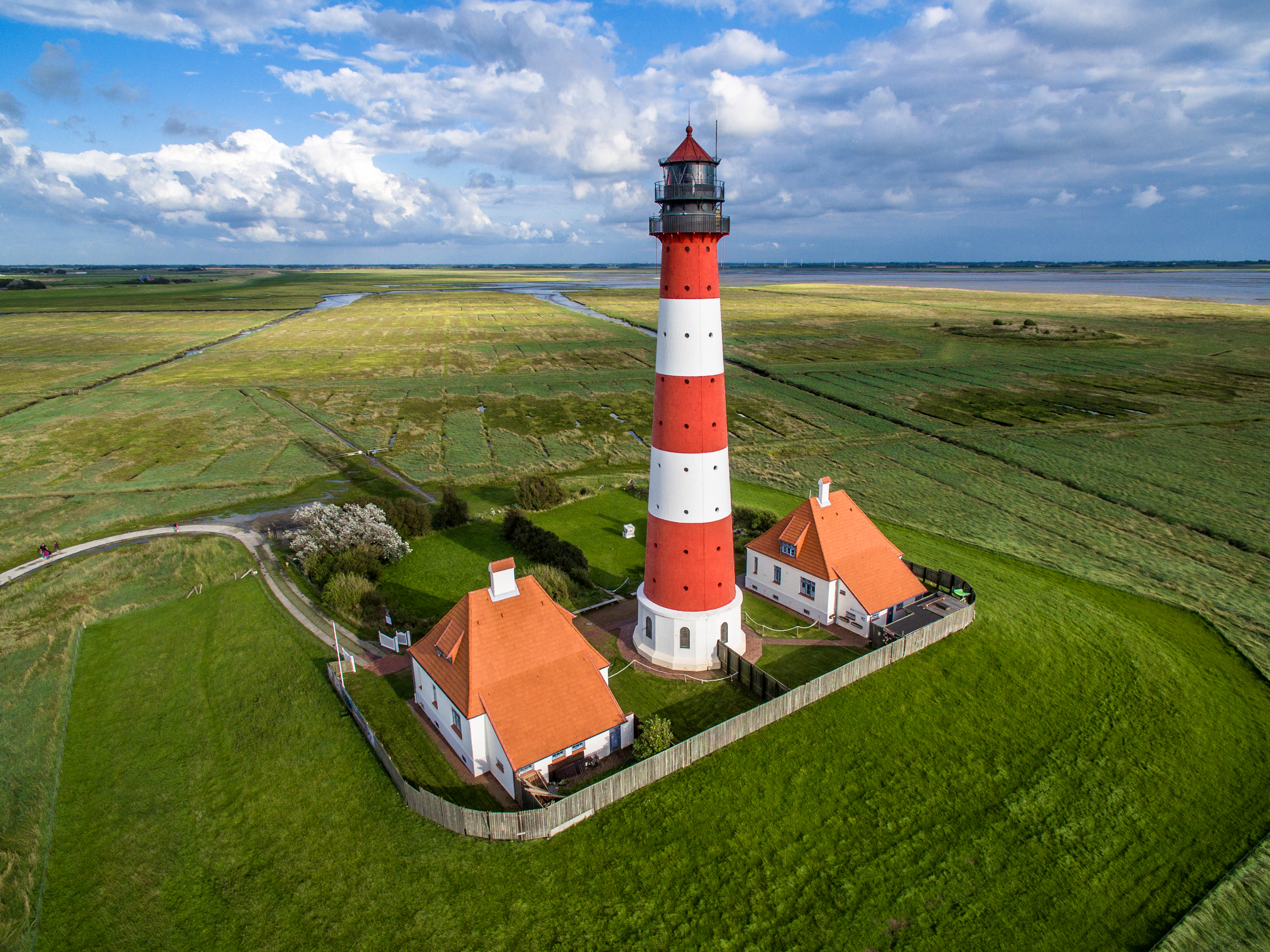
Leuchtturm Westerheversand auf der Halbinsel Eiderstedt

Die Schleswig-Holsteinischen Marschen und Nordseeinseln bilden den westlichen Teil des Bundeslandes Schleswig-Holstein. Sie zählen neben der Schleswig-Holsteinischen Geest in der Mitte und dem Schleswig-Holsteinischen Hügelland im Osten zu den naturräumlichen Haupteinheiten des Landes und sind vom Bundesamt für Naturschutz als Naturraum D21 kategorisiert.
Die Marschlandschaft erstreckt sich von der Grenze Dänemarks im Norden über den westlichen Teil des Kreises Nordfriesland mit der gesamten Halbinsel Eiderstedt und den westlichen Teil des Kreises Dithmarschen bis Brunsbüttel an der Elbmündung. 
Zum Naturraum gehören außerdem die Geestkerninseln Sylt, Amrum und Föhr, die eingedeichten Marschinseln Pellworm und Nordstrand (inzwischen Halbinsel) sowie die Halligen (nicht eingedeichte Marschinseln) und die zum Kreis Pinneberg gehörende Felseninsel Helgoland.
Die Elbmarschen in den Kreisen Steinburg und Pinneberg südöstlich von Brunsbüttel sind als separater Naturraum (D24) kategorisiert.

## Siehe weiter
- Naturräumliche Großregionen Deutschlands
- Naturräumliche Haupteinheiten Deutschlands